# Lissonota lophota
Lissonota lophota là một loài tò vò trong họ Ichneumonidae.